# Syndicat national de l'édition
Le Syndicat national de l'édition (SNE) est une association syndicale professionnelle et un lobby qui défend les intérêts des entreprises françaises d'édition
Il regroupe plus de sept cent maisons d'édition. Sont cependant exclues les maisons d'édition à compte d'auteur.
Le SNE est le représentant de la profession auprès de la Fédération des éditeurs européens (en) (FEE) et de l'Union internationale des éditeurs (UIE).

## Historique
La création du premier organisme remonte au 6 avril 1892 sous le nom de « Syndicat des éditeurs ». Il est fondé la même année que la Chambre syndicale des libraires de France. Leur but premier était de régler la question du prix du livre. Appelé à ne pas durer, le Syndicat des éditeurs devient permanent en 1903 et publie une charte. L'article 3 stipule que : « Ce Syndicat à pour objet l'étude et la défense des intérêts de la corporation et l'étude des questions spéciales à la profession ». En 1947, il prend le nom de Syndicat national des éditeurs, puis en 1971, adopte son nom actuel. 
Chaque éditeur membre paye une cotisation calculée en fonction de son chiffre d'affaires.
Le syndicat est divisé en groupes et commissions correspondant aux différentes spécialités du métier d'éditeur.

## Actions et communication
En mai 1966, le SNE organise la première Semaine nationale de la lecture, puis la Quinzaine.
De nombreuses actions sont menées, comme le Salon du livre de Paris, créé à son initiative en 1981.
En 2012, le SNE a lancé la première édition du jeu de lecture à voix haute, Les petits champions de la lecture.

## Composition du SNE

### Présidence
Le poste de président est pourvu via une élection pour un mandat initial de trois ans, ramené depuis à deux ans.
Jusqu'en 1979, les présidents du SNE étaient également présidents du Cercle de la librairie.
Représentant du Syndicat, il nomme le directeur général.
- 1892-1896 : Armand Templier (1842-1903), directeur de la Librairie Hachette[5].
- 1896-1899 : Louis-Jules Hetzel[6].
- 1899-1902 : René Fouret (1842-1924)[7].
- 1902-1905 : Octave Doin[8].
- 1905-1908 : Pierre Mainguet[9].
- 1908-1911 : Albert-Paul Gauthier-Villars.
- 1911-1914 : Paul-Lucien Layus (1858-1915)[10].
- 1914-1917 : Louis-Marcel-André Hachette.
- 1917-1920 : Paul Belin (1861-1939).
- 1920-1923 : Jules Tallandier.
- 1923-1926 : Joseph Bourdel (éditions Plon).
- 1926-1929 : Maurice Languereau
- 1929-1932 : Georges Baillière.
- 1932-1935 : Gabriel Beauchesne.
- 1935-1938 : Jacques Rodolphe-Rousseau.
- 1938-1944 : René Philippon.
- 1944-1960 : Jacques Rodolphe-Rousseau.
- 1960-1963 : Maurice Bourdel.
- 1963-1969 : Benjamin Arthaud.
- 1969-1975 : Étienne Gillon-Larousse.
- 1975-1979 : Yvon Chotard.
- 1979-1982 : Jean-Luc Pidoux-Payot.
- 1982-1985 : Jean-Manuel Bourgois[11]
- 1985-1991 : Alain Gründ
- 1991-2010 : Serge Eyrolles[12]
- 2010-2012 : Antoine Gallimard[13]
- Depuis 2012 : Vincent Montagne[14] (réélu en 2014[réf. nécessaire], 2016[15], 2018, 2020 et 2022[16])

### Organisation
Composée de 18 personnes, elle est dirigée par le directeur général.
Le bureau est l'organe exécutif du Syndicat, il se compose de 12 à 16 membres. Il se réunit chaque mois. 
Les commissions sont des instances d'analyse et d'expertises, ou de négociation pour la commission sociale. Les groupes sont des structures d'informations et de propositions, ils représentent les secteurs de l'édition en neuf groupes.

## Lobbying
Le syndicat déclare à la Haute Autorité pour la transparence de la vie publique exercer des activités de lobbying en France pour un montant qui n'excède pas 10 000 euros par an .